# Ruholláh Zam
Ruholláh Zam (perzsául: روح‌الله زم (Teherán, 1978. július 7. – Teherán, 2020. december 12.) iráni újságíró, aktivista. Akkor vált ismertté, mikor a 2017–2018-as iráni tüntetések alatt egy Telegram csatornát üzemeltetett „Amadnews” név alatt, amit 2015-ben hozott létre. Zam fontos szerepet játszott a 2017–2018-as tüntetések alatt, mikor is nagy nyilvánosságot ért el. 2020 júniusban az iráni bíróság földi korrupció miatt elítélte, mivel szerinte egy olyan kormányellenes fórumot üzemeltetett, ami a tisztviselők szerint nagyban hozzájárult a tüntetések alakításához. Az iráni bíróság halálra ítélte, az ítéletet pedig december 12-én végrehajtották.

## Életrajza
Ruholláh Zam Teherán egyik vallásos családjába született 1978-ban. Apja, Mohammad-Ali Zam iráni reformista volt, aki az 1980-as, 1990-es években vezető kormányzati pozíciókat töltött be. Mohammad-Ali Zam azért választotta fiának a „Ruholláh” nevet, hogy ezzel is kifejezze tiszteletét Ruholláh Homeini, az iráni iszlám köztársaság megalapítója iránt. Ruholláh azonban később azt kérte a barátaitól, hívják inkább  Nimának. Ruholláh Zam a 2009-es iráni választások után kitört tüntetés során vált a hatalom ellenségévé, és többször is bebörtönözték az Evin-börtönbe. Zam végül elhagyta Iránt, hogy Franciaországban telepedjék le.
Legnagyobb ismertségét akkor érte el, mikor egy Telegram csatornát üzemeltetett „Amadnews” (vagy „Sedaiemardom” (Az emberek hangja) néven, amit ő 2015-ben alapított. Zam fontos szerepet játszott a 2017–20178-as tüntetések idején, ami miatt nagy figyelmet kapott. A Telegram-csatornán nyomon lehetett követni a tüntetések időzítését, azok szervezeti felépítését, és olyan iráni tisztviselők hallathatták itt a hangjukat, akiknek az iráni vezetéssel ellentétes volt a véleménye. Mikor az iráni kormány megneheztelt a csatornára, mert annak munkatársai elmondták, hogyan csináljanak bombát gázolajból, a Telegram leállította a csatornát. Ezután más néven indultak újra. Az Amerika Hangja perzsa kiadása gyakran megszólaltatta Zamot.

## Letartóztatása és kivégzése
2019. október 14-én az iráni  Forradalmi Gárda bejelentette, hogy Zamot visszacsalták Iránba, és ott letartóztatták őt, bár egyes értesülések szerint erre már Irakban sor került. A bírósági meghallgatást a Forradalmi Gárda 15. osztagánál tartották Teheránban. A meghallgatást Abolqasem Salavati bíró vezette le. Zamot az igazságügyi szóvivő, Gholamhossein Esmaili szerint 2020. június 30-án halálra ítélték. Akasztásos kivégzését 2020. december 11-én hajtották végre.

## Reakciók
A Riporterek Határok Nélkül szervezet elítélte a kivégzést, és azt mondta, az RSF meg van döbbenve az iráni igazságszolgáltatás mostani döntése miatt, a kivégzés mögött pedig szerintük Ali Hámenei, a legfőbb vezető ajatollah áll. Franciaország, ahol Zam élt élete végén, ezt nyilatkozta: „Franciaország a legnagyobb mértékben elítéli a szabad véleménynyilvánítás és a sajtószabadság ilyetén történő iráni megsértését. Ez egy barbár, elfogadhatatlan cselekedet, mely ellentétes az ország nemzetközileg tett vállalásaival.” 
Az Amnesty International azt mondta, „sokkolta és megrémítette” Irán tette. Felhívták a nemzetközi közösség, így különösen az ENSZ Emberi Jogi Bizottságának és az Európai Uniónak tagjait, tegyenek azonnali intézkedéseket, helyezzenek nyomást Iránra, hogy az a jövőben hagyja abba az egyre elterjedtebben használt kivégzést, és ne így akarja elnyomni politikai ellenfeleit.